# Папужка-пігмей червоноволий
Папужка-пігмей червоноволий (Micropsitta bruijnii) — птах родини папугових. Вид названо на честь голландського мандрівника і гравера Корнеліса де Брейна. Поширений у Папуа-Новій Гвінеї, Індонезії та на Соломонових островах.

## Підвиди
Описано 5 підвидів:
- Micropsitta bruijnii bruijnii (Salvadori) 1875 — гори Нової Гвінеї;
- Micropsitta bruijnii buruensis Arndt 1999 - острови Буру;
- Micropsitta bruijnii necopinata Hartert 1925 — Нова Британія і Нова Ірландія;
- Micropsitta bruijnii pileata Mayr 1940 — острів Серам;
- Micropsitta bruijnii rosea Mayr 1940 — о. Бугенвіль, Гуадалканал і Коломбангара на Соломонових островах.